# Flesh Field
Flesh Field était un groupe de musique électronique/industruelle formé en 1996 par Ian Ross à Columbus, Ohio. Le nom Flesh Field est un terme non officiel qu'Ian utilisa pour décrire les mécanismes de défense psychologique des victimes de viol.

## Histoire
Rian Miller rejoint le groupe en 1997 pour contribuer avec une voix féminine. En 2004, Rian fut remplacée par une autre chanteuse, Wendy Yanko.
En 2005, Flesh Field joua au festival M'era Luna à Hildesheim, en Allemagne.
Leur album de 2004, Strain, atteignit le top 4 du DAC allemand, et y persista pendant 8 semaines.
En janvier 2011, Ian Ross annonça officiellement la fin de Flesh Field en tant que projet musical. Ian annonça cependant qu'il continuerait de faire de la musique, et qu'il prend un autre projet en considération. Sept des pistes instrumentales de "Tyranny of the Majority" furent rendues disponibles sur le site officiel de Flesh Field, accompagnées de deux pistes sans nom extraites de l'album.

## Membres
- Ian Ross - Paroles, voix
- Wendy Yanko - Voix
- Scott Tron/Matthias Ewald - Claviers (Live seulement)
- Josh Creamer - Guitare (Live seulement)

## Membres formateurs
- Rian Miller - vocals

## Discographie

### Albums studio
- 1999 - Viral Extinction (Interception Records)
- 2001 - Belief Control (Interception Records)
- 2004 - Strain (Metropolis Records)
- 2023 - Voice of the Echo Chamber (Metropolis Records)

## Apparitions dans les jeux vidéo
- Haven: Project Gotham Racing 3 (2005)[2]
- Uprising: Crackdown (2007)[2]
- Forgotten Trauma: Project Gotham Racing 4 (2007)[3],[2]
- Voice of Dissent (Remix): Trailer pour The Club à l'2006 E3